# (38126) 1999 JT44
1999 JT44 (asteroide 38126) é um asteroide da cintura principal. Possui uma excentricidade de 0.15003950 e uma inclinação de 6.10584º.
Este asteroide foi descoberto no dia 10 de maio de 1999 por LINEAR em Socorro.